# Берриен (округ, Мичиган)
Бе́рриен (англ. Berrien County) — округ в штате Мичиган, США. Официально образован в 1829 году. По состоянию на 2010 год, численность населения составляла 156 813 человека.

## География
По данным Бюро переписи США, общая площадь округа равняется 4 094,794 км2, из которых 1 471,121 км2 суша и 2 626,263 км2 или 64,000 % это водоемы.

## Население
По данным переписи населения 2010 года в округе проживает 156 813 жителей в составе 63 054 домашних хозяйств и 41 585 семей. Плотность населения составляет 106,60 человек на км2. На территории округа насчитывается 76 922 жилых строений, при плотности застройки около 52,30-х строений на км2. Расовый состав населения: белые — 78,30 %, афроамериканцы — 15,30 %, коренные американцы (индейцы) — 1,60 %, азиаты — 0,50 %, гавайцы — 0,10 %, представители других рас — 1,80 %, представители двух или более рас — 2,40 %. Испаноязычные составляли 4,50 % населения независимо от расы.
В составе 29,60 % из общего числа домашних хозяйств проживают дети в возрасте до 18 лет, 47,80 % домашних хозяйств представляют собой супружеские пары проживающие вместе, 13,60 % домашних хозяйств представляют собой одиноких женщин без супруга, 34,00 % домашних хозяйств не имеют отношения к семьям, 0,00 % домашних хозяйств состоят из одного человека, 0,00 % домашних хозяйств состоят из престарелых (65 лет и старше), проживающих в одиночестве. Средний размер домашнего хозяйства составляет 2,43 человека, и средний размер семьи 2,98 человека.
Возрастной состав округа: 23,40 % моложе 18 лет, 8,50 % от 18 до 24, 23,20 % от 25 до 44, 28,60 % от 45 до 64 и 28,60 % от 65 и старше. Средний возраст жителя округа 41 лет. На каждые 100 женщин приходится 94,90 мужчин. На каждые 100 женщин старше 18 лет приходится 91,60 мужчин.
Средний доход на домохозяйство в округе составлял 40 329 USD, на семью — 51 305 USD. Среднестатистический заработок мужчины был 26 745 USD против 16 289 USD для женщины. Доход на душу населения составлял 22 337 USD. Около 12,10 % семей и 16,80 % общего населения находились ниже черты бедности, в том числе — 28,50 % молодежи (тех, кому ещё не исполнилось 18 лет) и 8,30 % тех, кому было уже больше 65 лет.